# Полесе (гміна Лишковіце)
Полесе (пол. Polesie) — село в Польщі, у гміні Лишковиці Ловицького повіту Лодзинського воєводства.
Населення — 679 осіб (2011).
У 1975-1998 роках село належало до Скерневицького воєводства.

## Демографія
Демографічна структура станом на 31 березня 2011 року:
|          | Загалом | Допрацездатний вік | Працездатний вік | Постпрацездатний вік |
| -------- | ------- | ------------------ | ---------------- | -------------------- |
| Чоловіки | 324     | 70                 | 212              | 42                   |
| Жінки    | 355     | 64                 | 199              | 92                   |
| Разом    | 679     | 134                | 411              | 134                  |